# 横県 (山東省)
横県 (おうけん)は、前漢の中国に置かれた県の一つで、現在の山東省諸城市東南にあった。琅邪郡に属した。新の時代に令丘県 (れいきゅうけん)と改称した。